# Małgorzata Saramonowicz
Małgorzata Ewa Saramonowicz (* 13. November 1964 in Warschau) ist eine polnische Polonistin, Journalistin und Schriftstellerin.

## Leben
Nach dem Studium der polnischen Literatur und Geschichte an der Universität Warschau war sie ab 1992 eine Zeit lang als Lehrerin angestellt. Danach war sie als Redakteurin für die Tageszeitung Gazeta Wyborcza sowie für die polnischsprachige Frauenzeitschrift Elle tätig.
Sie debütierte als Mitautorin im Jahr 1989 mit dem Roman Akropoliada. Der Roman Die Schwester (Siostra), der im Jahr 1996 erschien, ist in die deutsche, litauische und niederländische Sprache übersetzt worden. Die zweite Auflage kam im Jahr 1999 in den Buchhandel. Der dritte Roman Spiegel (Lustra) aus dem Jahr 1999 wurde in die deutsche, kroatische und litauische Sprache übersetzt. Der historische Roman Triglaw (Trygław. Władca Losu) über eine slawische Gottheit aus der slawischen Mythologie ist der erste Teil der Buchreihe Nefas’ Bücher (Xięgi Nefasa).
Bereits während des Studiums heiratete sie 1984 den Filmregisseur Andrzej Saramonowicz. Die Eheleute verbringen die Ferien mit den Töchtern Konstancja und Roza im italienischen Siena.

## Publikationen
- mit Andrzej Saramonowicz (Ehemann): Akropoliada. Biały Kruk, Kraków 1989.
- Siostra. Wydawnictwo W.A.B., Warszawa 1996. → Neuauflage: W.A.B., Warszawa 1999.
  - deutsche Übersetzung von Ursula Kiermeier: Die Schwester. (Roman). Rotbuch Verlag, Hamburg 2000, ISBN 978-3-434-53067-1.
  - niederländische Übersetzung Karol Lesman: Zus. De Geus, Breda 1999.
  - litauische Übersetzung Birute Mikaloniene: Sesė. Alma Littera, Vilnius 2000.
- Lustra. Wydawnictwo W.A.B., Warszawa 1999.
  - deutsche Übersetzung von Ursula Kiermeier: Spiegel. (Roman). Rotbuch Verlag, Hamburg 2002, ISBN 978-3-434-53093-0.
  - kroatische Übersetzung Mladen Martić: Zrcadlo. Velika Gorica 2004.
  - litauischae Übersetzung von Rytė Janauskaitė: Veidrodžiai. Gimtasis žodis, Vilnius 2010.
- Sanatorium. Wydawnictwo W.A.B., Warszawa 2005.
- Xięgi Nefasa (mehrteiliges Werk):

1. Teil: Trygław. Władca Losu. Wydawnictwo Znak, Kraków 2016.
2. Teil: W zaświatach. Wydawnictwo Znak, Kraków 2017.

### Als Drehbuchautorin
- 2005/06: Tango z aniołem Fernsehserie
- 2008: Lejdis
- 2011: Jak się pozbyć cellulitu